# Skoruszowa Ławka

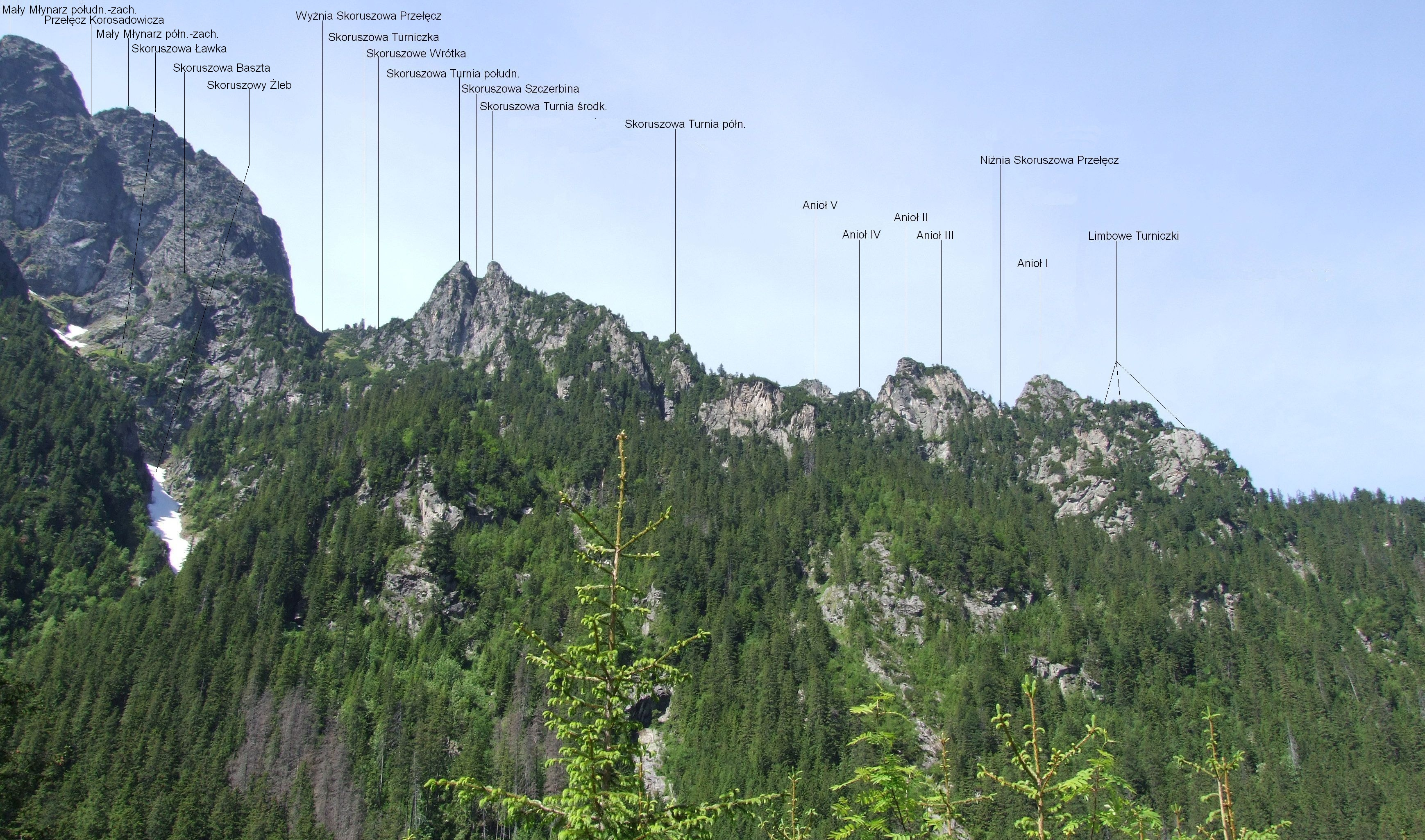
Widok z Doliny Białej Wody

Skoruszowa Ławka (słow. Skorušía lávka, ok. 1750 m) – system kruchych półek, zachodów i żlebków u podnóży północno-zachodniego wierzchołka Małego Młynarza w słowackich Tatrach Wysokich. Ciągnie się on od Skoruszowego Żlebu pod podnóżami  północno-wschodniej ściany tego wierzchołka, oraz w poprzek Skoruszowej Baszty do Małego Skoruszowego Żlebu.
Autorem nazwy jest Władysław Cywiński. Przez Skoruszową Ławkę prowadzi taternicka droga wspinaczkowa na Wyżnią Skoruszową Przełęcz, w przewodniku W. Cywińskiego opisana pod nr 170 (Ze Skoruszowego Kotła przez Skoruszową Ławkę; I w skali tatrzańskiej, czas przejścia 30 min). Skoruszowa Ławka jest także punktem startowym dla dróg wspinaczkowych na ścianie północno-zachodniego wierzchołka Małego Młynarza i w Depresji Korosadowicza. Masyw Młynarza jest jednak zamknięty dla turystów i taterników (obszar ochrony ścisłej Tatrzańskiego Parku Narodowego). Wspinaczka dopuszczalna jest tylko w masywie Małego Młynarza i to tylko od 21 grudnia do 20 marca.